# Liste des planètes mineures (706001-707000)
Voici la liste des planètes mineures numérotées de 706001 à 707000. Les planètes mineures sont numérotées lorsque leur orbite est confirmée, ce qui peut parfois se produire longtemps après leur découverte. Elles sont classées ici par leur numéro.

## Planètes mineures 706001 à 707000
- (706001) 2009 SJ404
- (706002) 2009 SZ405
- (706003) 2009 SX406
- (706004) 2009 SN407
- (706005) 2009 SD417
- (706006) 2009 SA420
- (706007) 2009 SF420
- (706008) 2009 SZ420
- (706009) 2009 TL11
- (706010) 2009 TH19
- (706011) 2009 TJ28
- (706012) 2009 TF30
- (706013) 2009 TG31
- (706014) 2009 TV31
- (706015) 2009 TR32
- (706016) 2009 TU32
- (706017) 2009 TO33
- (706018) 2009 TY47
- (706019) 2009 TR49
- (706020) 2009 TA50
- (706021) 2009 TO50
- (706022) 2009 TP50
- (706023) 2009 TX50
- (706024) 2009 TH52
- (706025) 2009 TV52
- (706026) 2009 TY52
- (706027) 2009 TD53
- (706028) 2009 TH54
- (706029) 2009 TP55
- (706030) 2009 UV1
- (706031) 2009 UF6
- (706032) 2009 UL6
- (706033) 2009 UX6
- (706034) 2009 UY6
- (706035) 2009 UR8
- (706036) 2009 UO9
- (706037) 2009 UZ10
- (706038) 2009 UE11
- (706039) 2009 US11
- (706040) 2009 UG15
- (706041) 2009 UF20
- (706042) 2009 UC23
- (706043) 2009 UR24
- (706044) 2009 UU24
- (706045) 2009 UO27
- (706046) 2009 UH31
- (706047) 2009 UF32
- (706048) 2009 UZ33
- (706049) 2009 UY35
- (706050) 2009 UE37
- (706051) 2009 UE38
- (706052) 2009 UO39
- (706053) 2009 UE42
- (706054) 2009 UN43
- (706055) 2009 UP51
- (706056) 2009 UK52
- (706057) 2009 UT52
- (706058) 2009 UO55
- (706059) 2009 UF58
- (706060) 2009 UC61
- (706061) 2009 UX63
- (706062) 2009 UJ69
- (706063) 2009 UL70
- (706064) 2009 UP70
- (706065) 2009 UR70
- (706066) 2009 UG76
- (706067) 2009 UX76
- (706068) 2009 UM77
- (706069) 2009 UC78
- (706070) 2009 UC79
- (706071) 2009 UQ80
- (706072) 2009 UY80
- (706073) 2009 UO83
- (706074) 2009 UO84
- (706075) 2009 UW84
- (706076) 2009 UG94
- (706077) 2009 UY94
- (706078) 2009 UG96
- (706079) 2009 UV98
- (706080) 2009 UA105
- (706081) 2009 UF112
- (706082) 2009 UG113
- (706083) 2009 UR117
- (706084) 2009 UU118
- (706085) 2009 UG119
- (706086) 2009 UM124
- (706087) 2009 UN124
- (706088) 2009 UO126
- (706089) 2009 UU130
- (706090) 2009 UU134
- (706091) 2009 US138
- (706092) 2009 UO142
- (706093) 2009 UE143
- (706094) 2009 UQ147
- (706095) 2009 UJ148
- (706096) 2009 UR149
- (706097) 2009 UE153
- (706098) 2009 UQ153
- (706099) 2009 UQ158
- (706100) 2009 UC160
- (706101) 2009 UD160
- (706102) 2009 UL161
- (706103) 2009 UN161
- (706104) 2009 UQ161
- (706105) 2009 UR161
- (706106) 2009 UU161
- (706107) 2009 UQ162
- (706108) 2009 UT162
- (706109) 2009 UB163
- (706110) 2009 UQ163
- (706111) 2009 UW166
- (706112) 2009 UX166
- (706113) 2009 UH167
- (706114) 2009 US168
- (706115) 2009 UH170
- (706116) 2009 UU170
- (706117) 2009 UC173
- (706118) 2009 UA175
- (706119) 2009 UG176
- (706120) 2009 UA179
- (706121) 2009 UR183
- (706122) 2009 UT184
- (706123) 2009 UK185
- (706124) 2009 UU186
- (706125) 2009 UM187
- (706126) 2009 VL4
- (706127) 2009 VM10
- (706128) 2009 VZ12
- (706129) 2009 VR13
- (706130) 2009 VQ15
- (706131) 2009 VE17
- (706132) 2009 VK17
- (706133) 2009 VL20
- (706134) 2009 VK22
- (706135) 2009 VE27
- (706136) 2009 VQ30
- (706137) 2009 VQ34
- (706138) 2009 VV34
- (706139) 2009 VQ35
- (706140) 2009 VE36
- (706141) 2009 VG36
- (706142) 2009 VZ40
- (706143) 2009 VD41
- (706144) 2009 VU43
- (706145) 2009 VS46
- (706146) 2009 VP49
- (706147) 2009 VR56
- (706148) 2009 VK63
- (706149) 2009 VU65
- (706150) 2009 VE69
- (706151) 2009 VS71
- (706152) 2009 VO79
- (706153) 2009 VP83
- (706154) 2009 VV86
- (706155) 2009 VT87
- (706156) 2009 VM88
- (706157) 2009 VK89
- (706158) 2009 VB91
- (706159) 2009 VY99
- (706160) 2009 VZ104
- (706161) 2009 VG107
- (706162) 2009 VG112
- (706163) 2009 VC113
- (706164) 2009 VJ113
- (706165) 2009 VS113
- (706166) 2009 VC119
- (706167) 2009 VD119
- (706168) 2009 VG119
- (706169) 2009 VP119
- (706170) 2009 VW119
- (706171) 2009 VF120
- (706172) 2009 VH120
- (706173) 2009 VK120
- (706174) 2009 VA121
- (706175) 2009 VO121
- (706176) 2009 VJ122
- (706177) 2009 VK122
- (706178) 2009 VE123
- (706179) 2009 VL124
- (706180) 2009 VP124
- (706181) 2009 VD125
- (706182) 2009 VR125
- (706183) 2009 VY125
- (706184) 2009 VB126
- (706185) 2009 VC126
- (706186) 2009 VG126
- (706187) 2009 VJ126
- (706188) 2009 VD129
- (706189) 2009 VX132
- (706190) 2009 VR134
- (706191) 2009 WV2
- (706192) 2009 WM7
- (706193) 2009 WO14
- (706194) 2009 WQ14
- (706195) 2009 WZ16
- (706196) 2009 WP18
- (706197) 2009 WS27
- (706198) 2009 WW30
- (706199) 2009 WR31
- (706200) 2009 WF33
- (706201) 2009 WC35
- (706202) 2009 WQ36
- (706203) 2009 WC46
- (706204) 2009 WY47
- (706205) 2009 WR50
- (706206) 2009 WU52
- (706207) 2009 WK55
- (706208) 2009 WP56
- (706209) 2009 WU56
- (706210) 2009 WF57
- (706211) 2009 WR58
- (706212) 2009 WP59
- (706213) 2009 WD60
- (706214) 2009 WQ63
- (706215) 2009 WK69
- (706216) 2009 WC74
- (706217) 2009 WK74
- (706218) 2009 WJ77
- (706219) 2009 WM83
- (706220) 2009 WV87
- (706221) 2009 WF89
- (706222) 2009 WM91
- (706223) 2009 WS91
- (706224) 2009 WE98
- (706225) 2009 WU98
- (706226) 2009 WM101
- (706227) 2009 WG102
- (706228) 2009 WW102
- (706229) 2009 WR103
- (706230) 2009 WK108
- (706231) 2009 WN108
- (706232) 2009 WU108
- (706233) 2009 WG109
- (706234) 2009 WV109
- (706235) 2009 WG110
- (706236) 2009 WZ112
- (706237) 2009 WD115
- (706238) 2009 WG115
- (706239) 2009 WJ117
- (706240) 2009 WQ118
- (706241) 2009 WY119
- (706242) 2009 WB123
- (706243) 2009 WK125
- (706244) 2009 WP127
- (706245) 2009 WA128
- (706246) 2009 WU128
- (706247) 2009 WT137
- (706248) 2009 WJ138
- (706249) 2009 WQ140
- (706250) 2009 WF141
- (706251) 2009 WW142
- (706252) 2009 WF145
- (706253) 2009 WG147
- (706254) 2009 WG149
- (706255) 2009 WS149
- (706256) 2009 WE150
- (706257) 2009 WN150
- (706258) 2009 WR151
- (706259) 2009 WQ157
- (706260) 2009 WD159
- (706261) 2009 WQ161
- (706262) 2009 WU162
- (706263) 2009 WR165
- (706264) 2009 WB166
- (706265) 2009 WE169
- (706266) 2009 WA171
- (706267) 2009 WH178
- (706268) 2009 WL181
- (706269) 2009 WO184
- (706270) 2009 WU188
- (706271) 2009 WL189
- (706272) 2009 WT191
- (706273) 2009 WP192
- (706274) 2009 WH194
- (706275) 2009 WE199
- (706276) 2009 WR199
- (706277) 2009 WU199
- (706278) 2009 WF200
- (706279) 2009 WR204
- (706280) 2009 WK205
- (706281) 2009 WJ207
- (706282) 2009 WV209
- (706283) 2009 WG210
- (706284) 2009 WR210
- (706285) 2009 WS210
- (706286) 2009 WJ212
- (706287) 2009 WO213
- (706288) 2009 WZ218
- (706289) 2009 WW222
- (706290) 2009 WK226
- (706291) 2009 WM228
- (706292) 2009 WQ228
- (706293) 2009 WC229
- (706294) 2009 WY229
- (706295) 2009 WU230
- (706296) 2009 WX230
- (706297) 2009 WQ232
- (706298) 2009 WU233
- (706299) 2009 WQ234
- (706300) 2009 WJ236
- (706301) 2009 WR236
- (706302) 2009 WH237
- (706303) 2009 WC238
- (706304) 2009 WD238
- (706305) 2009 WU238
- (706306) 2009 WJ241
- (706307) 2009 WA253
- (706308) 2009 WG254
- (706309) 2009 WY256
- (706310) 2009 WD262
- (706311) 2009 WM264
- (706312) 2009 WM271
- (706313) 2009 WV271
- (706314) 2009 WA272
- (706315) 2009 WV272
- (706316) 2009 WX272
- (706317) 2009 WR273
- (706318) 2009 WU273
- (706319) 2009 WF274
- (706320) 2009 WU274
- (706321) 2009 WY278
- (706322) 2009 WA279
- (706323) 2009 WH279
- (706324) 2009 WB280
- (706325) 2009 WG280
- (706326) 2009 WB281
- (706327) 2009 WM281
- (706328) 2009 WO282
- (706329) 2009 WV283
- (706330) 2009 WZ283
- (706331) 2009 WE284
- (706332) 2009 WA285
- (706333) 2009 WP285
- (706334) 2009 WQ285
- (706335) 2009 WR285
- (706336) 2009 WW285
- (706337) 2009 WV286
- (706338) 2009 WY286
- (706339) 2009 WP288
- (706340) 2009 WC289
- (706341) 2009 WV290
- (706342) 2009 WU292
- (706343) 2009 WE293
- (706344) 2009 WQ295
- (706345) 2009 WA296
- (706346) 2009 WA299
- (706347) 2009 WF300
- (706348) Montcabrer
- (706349) 2009 XA1
- (706350) 2009 XN2
- (706351) 2009 XV4
- (706352) 2009 XG5
- (706353) 2009 XR7
- (706354) 2009 XB9
- (706355) 2009 XD14
- (706356) 2009 XO26
- (706357) 2009 XR26
- (706358) 2009 XU26
- (706359) 2009 XA27
- (706360) 2009 XB27
- (706361) 2009 XK27
- (706362) 2009 XL27
- (706363) 2009 XM27
- (706364) 2009 XN27
- (706365) 2009 XX27
- (706366) 2009 XZ27
- (706367) 2009 XL28
- (706368) 2009 XM28
- (706369) 2009 XO28
- (706370) 2009 XR28
- (706371) 2009 XM29
- (706372) 2009 XH30
- (706373) 2009 YY1
- (706374) 2009 YB8
- (706375) 2009 YP9
- (706376) 2009 YU9
- (706377) 2009 YC14
- (706378) 2009 YH14
- (706379) 2009 YB17
- (706380) 2009 YC26
- (706381) 2009 YQ26
- (706382) 2009 YH27
- (706383) 2009 YT27
- (706384) 2009 YM30
- (706385) 2009 YQ30
- (706386) 2009 YG31
- (706387) 2009 YJ31
- (706388) 2010 AC4
- (706389) 2010 AO4
- (706390) 2010 AP11
- (706391) 2010 AB15
- (706392) 2010 AM16
- (706393) 2010 AW17
- (706394) 2010 AW24
- (706395) 2010 AW28
- (706396) 2010 AQ29
- (706397) 2010 AD31
- (706398) 2010 AX34
- (706399) 2010 AP37
- (706400) 2010 AH42
- (706401) 2010 AD47
- (706402) 2010 AV47
- (706403) 2010 AC58
- (706404) 2010 AO58
- (706405) 2010 AS61
- (706406) 2010 AX61
- (706407) 2010 AB70
- (706408) 2010 AS76
- (706409) 2010 AO142
- (706410) 2010 AR142
- (706411) 2010 AZ143
- (706412) 2010 AJ147
- (706413) 2010 AY152
- (706414) 2010 AY153
- (706415) 2010 AL154
- (706416) 2010 AT154
- (706417) 2010 AC155
- (706418) 2010 AB156
- (706419) 2010 AP157
- (706420) 2010 AR157
- (706421) 2010 AT157
- (706422) 2010 AW157
- (706423) 2010 AN158
- (706424) 2010 AP158
- (706425) 2010 AZ158
- (706426) 2010 AW160
- (706427) 2010 AH162
- (706428) 2010 AB163
- (706429) 2010 AS163
- (706430) 2010 BV
- (706431) 2010 BT133
- (706432) 2010 BJ149
- (706433) 2010 CU2
- (706434) 2010 CJ22
- (706435) 2010 CN31
- (706436) 2010 CQ32
- (706437) 2010 CY36
- (706438) 2010 CC38
- (706439) 2010 CV39
- (706440) 2010 CB61
- (706441) 2010 CJ63
- (706442) 2010 CD65
- (706443) 2010 CW69
- (706444) 2010 CJ72
- (706445) 2010 CZ86
- (706446) 2010 CD87
- (706447) 2010 CZ87
- (706448) 2010 CQ89
- (706449) 2010 CK95
- (706450) 2010 CW97
- (706451) 2010 CS101
- (706452) 2010 CW105
- (706453) 2010 CS117
- (706454) 2010 CU118
- (706455) 2010 CY124
- (706456) 2010 CM126
- (706457) 2010 CJ138
- (706458) 2010 CF149
- (706459) 2010 CH151
- (706460) 2010 CW161
- (706461) 2010 CT162
- (706462) 2010 CX163
- (706463) 2010 CY164
- (706464) 2010 CD168
- (706465) 2010 CX168
- (706466) 2010 CZ176
- (706467) 2010 CK177
- (706468) 2010 CZ247
- (706469) 2010 CT249
- (706470) 2010 CE251
- (706471) 2010 CY251
- (706472) 2010 CG265
- (706473) 2010 CL273
- (706474) 2010 CW277
- (706475) 2010 DW3
- (706476) 2010 DZ3
- (706477) 2010 DM9
- (706478) 2010 DZ39
- (706479) 2010 DA40
- (706480) 2010 DL47
- (706481) 2010 DW47
- (706482) 2010 DW48
- (706483) 2010 DT49
- (706484) 2010 DO75
- (706485) 2010 DK103
- (706486) 2010 DA107
- (706487) 2010 DP108
- (706488) 2010 DJ110
- (706489) 2010 DO111
- (706490) 2010 DX113
- (706491) 2010 DB115
- (706492) 2010 EN2
- (706493) 2010 EC22
- (706494) 2010 EC37
- (706495) 2010 ET66
- (706496) 2010 EG67
- (706497) 2010 ER67
- (706498) 2010 ER71
- (706499) 2010 EJ84
- (706500) 2010 EN88
- (706501) 2010 EF91
- (706502) 2010 EF92
- (706503) 2010 EP97
- (706504) 2010 EZ97
- (706505) 2010 ED98
- (706506) 2010 EK99
- (706507) 2010 EZ101
- (706508) 2010 EM107
- (706509) 2010 ER107
- (706510) 2010 EJ122
- (706511) 2010 EX131
- (706512) 2010 EN177
- (706513) 2010 EG182
- (706514) 2010 EH187
- (706515) 2010 EZ188
- (706516) 2010 EC189
- (706517) 2010 EH189
- (706518) 2010 FE
- (706519) 2010 FX15
- (706520) 2010 FJ21
- (706521) 2010 FH23
- (706522) 2010 FU27
- (706523) 2010 FX30
- (706524) 2010 FS55
- (706525) 2010 FB57
- (706526) 2010 FA89
- (706527) 2010 FP92
- (706528) 2010 FU93
- (706529) 2010 FT95
- (706530) 2010 FF136
- (706531) 2010 FK142
- (706532) 2010 FM142
- (706533) 2010 FU143
- (706534) 2010 GT34
- (706535) 2010 GX34
- (706536) 2010 GP35
- (706537) 2010 GY97
- (706538) 2010 GS100
- (706539) 2010 GP113
- (706540) 2010 GS113
- (706541) 2010 GK114
- (706542) 2010 GQ119
- (706543) 2010 GE132
- (706544) 2010 GB133
- (706545) 2010 GO136
- (706546) 2010 GY140
- (706547) 2010 GG144
- (706548) 2010 GH175
- (706549) 2010 GZ176
- (706550) 2010 GF181
- (706551) 2010 GG186
- (706552) 2010 GY191
- (706553) 2010 GZ193
- (706554) 2010 GP197
- (706555) 2010 GF200
- (706556) 2010 GK202
- (706557) 2010 GS202
- (706558) 2010 GV202
- (706559) 2010 GM203
- (706560) 2010 GO206
- (706561) 2010 GT207
- (706562) 2010 GB208
- (706563) 2010 HR3
- (706564) 2010 HT6
- (706565) 2010 HY77
- (706566) 2010 HV106
- (706567) 2010 HE112
- (706568) 2010 HV112
- (706569) 2010 HB116
- (706570) 2010 HW136
- (706571) 2010 HE139
- (706572) 2010 JW29
- (706573) 2010 JX35
- (706574) 2010 JS38
- (706575) 2010 JR40
- (706576) 2010 JX45
- (706577) 2010 JA79
- (706578) 2010 JG85
- (706579) 2010 JV111
- (706580) 2010 JL117
- (706581) 2010 JC118
- (706582) 2010 JJ121
- (706583) 2010 JO149
- (706584) 2010 JB154
- (706585) 2010 JK154
- (706586) 2010 JM154
- (706587) 2010 JG156
- (706588) 2010 JH159
- (706589) 2010 JB160
- (706590) 2010 JU161
- (706591) 2010 JX161
- (706592) 2010 JC162
- (706593) 2010 JY170
- (706594) 2010 JU171
- (706595) 2010 JY173
- (706596) 2010 JM174
- (706597) 2010 JQ174
- (706598) 2010 JK183
- (706599) 2010 JF187
- (706600) 2010 JS190
- (706601) 2010 JC193
- (706602) 2010 JX199
- (706603) 2010 JV200
- (706604) 2010 JJ206
- (706605) 2010 JW209
- (706606) 2010 JV210
- (706607) 2010 JK211
- (706608) 2010 JO211
- (706609) 2010 JH212
- (706610) 2010 JL212
- (706611) 2010 JM212
- (706612) 2010 JS212
- (706613) 2010 JV212
- (706614) 2010 JG213
- (706615) 2010 JJ213
- (706616) 2010 KX9
- (706617) 2010 KS146
- (706618) 2010 KM157
- (706619) 2010 KG158
- (706620) 2010 LO35
- (706621) 2010 LB63
- (706622) 2010 LZ64
- (706623) 2010 LH104
- (706624) 2010 LU104
- (706625) 2010 LY104
- (706626) 2010 LA112
- (706627) 2010 LG113
- (706628) 2010 LL138
- (706629) 2010 LM148
- (706630) 2010 LV152
- (706631) 2010 LA158
- (706632) 2010 LW158
- (706633) 2010 MM114
- (706634) 2010 MQ114
- (706635) 2010 MR114
- (706636) 2010 MY143
- (706637) 2010 MX146
- (706638) 2010 MD147
- (706639) 2010 MV147
- (706640) 2010 MD148
- (706641) 2010 MM148
- (706642) 2010 MD149
- (706643) 2010 MJ149
- (706644) 2010 NN5
- (706645) 2010 NY6
- (706646) 2010 NA66
- (706647) 2010 NJ111
- (706648) 2010 NK119
- (706649) 2010 NV138
- (706650) 2010 NM146
- (706651) 2010 NN146
- (706652) 2010 NL147
- (706653) 2010 NQ147
- (706654) 2010 OB7
- (706655) 2010 OU142
- (706656) 2010 OJ145
- (706657) 2010 PU8
- (706658) 2010 PW60
- (706659) 2010 PR75
- (706660) 2010 PJ90
- (706661) 2010 PZ90
- (706662) 2010 PA93
- (706663) 2010 QS2
- (706664) 2010 RE6
- (706665) 2010 RN8
- (706666) 2010 RK14
- (706667) 2010 RB15
- (706668) 2010 RE15
- (706669) 2010 RF17
- (706670) 2010 RN18
- (706671) 2010 RR20
- (706672) 2010 RD22
- (706673) 2010 RF27
- (706674) 2010 RU28
- (706675) 2010 RE36
- (706676) 2010 RC39
- (706677) 2010 RA45
- (706678) 2010 RC49
- (706679) 2010 RF49
- (706680) 2010 RG54
- (706681) 2010 RN57
- (706682) 2010 RO62
- (706683) 2010 RH65
- (706684) 2010 RB67
- (706685) 2010 RR68
- (706686) 2010 RX73
- (706687) 2010 RH75
- (706688) 2010 RS77
- (706689) 2010 RC80
- (706690) 2010 RA86
- (706691) 2010 RT86
- (706692) 2010 RW92
- (706693) 2010 RE93
- (706694) 2010 RA94
- (706695) 2010 RN100
- (706696) 2010 RT100
- (706697) 2010 RP110
- (706698) 2010 RB114
- (706699) 2010 RD114
- (706700) 2010 RG120
- (706701) 2010 RA123
- (706702) 2010 RT124
- (706703) 2010 RJ127
- (706704) 2010 RY138
- (706705) 2010 RJ142
- (706706) 2010 RS142
- (706707) 2010 RG150
- (706708) 2010 RD154
- (706709) 2010 RU156
- (706710) 2010 RS158
- (706711) 2010 RB159
- (706712) 2010 RM169
- (706713) 2010 RH170
- (706714) 2010 RX170
- (706715) 2010 RD175
- (706716) 2010 RM175
- (706717) 2010 RH180
- (706718) 2010 RD182
- (706719) 2010 RJ182
- (706720) 2010 RT182
- (706721) 2010 RC185
- (706722) 2010 RT191
- (706723) 2010 RB193
- (706724) 2010 RO194
- (706725) 2010 RT195
- (706726) 2010 RY196
- (706727) 2010 RJ198
- (706728) 2010 RO198
- (706729) 2010 RT198
- (706730) 2010 RU200
- (706731) 2010 RY201
- (706732) 2010 RH203
- (706733) 2010 RW205
- (706734) 2010 RS206
- (706735) 2010 RT206
- (706736) 2010 RZ207
- (706737) 2010 RG210
- (706738) 2010 RW220
- (706739) 2010 RB224
- (706740) 2010 SB1
- (706741) 2010 SN1
- (706742) 2010 SW9
- (706743) 2010 SR17
- (706744) 2010 SH22
- (706745) 2010 SM27
- (706746) 2010 SN27
- (706747) 2010 SG38
- (706748) 2010 SM45
- (706749) 2010 SU45
- (706750) 2010 SK46
- (706751) 2010 SP46
- (706752) 2010 ST46
- (706753) 2010 SA50
- (706754) 2010 SM52
- (706755) 2010 SQ52
- (706756) 2010 SE56
- (706757) 2010 SX56
- (706758) 2010 SK57
- (706759) 2010 ST57
- (706760) 2010 SD58
- (706761) 2010 SF59
- (706762) 2010 ST63
- (706763) 2010 SC65
- (706764) 2010 SO66
- (706765) 2010 TK7
- (706766) 2010 TJ8
- (706767) 2010 TE10
- (706768) 2010 TF10
- (706769) 2010 TH25
- (706770) 2010 TT30
- (706771) 2010 TF31
- (706772) 2010 TP31
- (706773) 2010 TR51
- (706774) 2010 TV55
- (706775) 2010 TU56
- (706776) 2010 TK59
- (706777) 2010 TP59
- (706778) 2010 TA66
- (706779) 2010 TT67
- (706780) 2010 TX67
- (706781) 2010 TS71
- (706782) 2010 TP85
- (706783) 2010 TO88
- (706784) 2010 TG94
- (706785) 2010 TW94
- (706786) 2010 TP99
- (706787) 2010 TD102
- (706788) 2010 TT104
- (706789) 2010 TL110
- (706790) 2010 TS110
- (706791) 2010 TL121
- (706792) 2010 TP123
- (706793) 2010 TH141
- (706794) 2010 TO154
- (706795) 2010 TT155
- (706796) 2010 TA156
- (706797) 2010 TG157
- (706798) 2010 TA163
- (706799) 2010 TE164
- (706800) 2010 TO164
- (706801) 2010 TP164
- (706802) 2010 TU169
- (706803) 2010 TW169
- (706804) 2010 TE181
- (706805) 2010 TA184
- (706806) 2010 TN185
- (706807) 2010 TY185
- (706808) 2010 TT192
- (706809) 2010 TJ194
- (706810) 2010 TT196
- (706811) 2010 TF197
- (706812) 2010 TO198
- (706813) 2010 TL200
- (706814) 2010 TS203
- (706815) 2010 TF207
- (706816) 2010 TV212
- (706817) 2010 TQ213
- (706818) 2010 TQ215
- (706819) 2010 TS217
- (706820) 2010 TG219
- (706821) 2010 TN220
- (706822) 2010 TV221
- (706823) 2010 TK222
- (706824) 2010 TE223
- (706825) 2010 TJ224
- (706826) 2010 TF232
- (706827) 2010 TQ233
- (706828) 2010 TJ234
- (706829) 2010 TK234
- (706830) 2010 UN20
- (706831) 2010 UJ22
- (706832) 2010 UH27
- (706833) 2010 UV27
- (706834) 2010 UN29
- (706835) 2010 UW40
- (706836) 2010 UV42
- (706837) 2010 UO44
- (706838) 2010 US47
- (706839) 2010 UH53
- (706840) 2010 UF54
- (706841) 2010 UC58
- (706842) 2010 UN59
- (706843) 2010 UW67
- (706844) 2010 UF68
- (706845) 2010 UR71
- (706846) 2010 UH74
- (706847) 2010 UU78
- (706848) 2010 UV78
- (706849) 2010 UD82
- (706850) 2010 UH84
- (706851) 2010 UV88
- (706852) 2010 UW102
- (706853) 2010 UC104
- (706854) 2010 UH105
- (706855) 2010 UD106
- (706856) 2010 UX109
- (706857) 2010 UW110
- (706858) 2010 UB112
- (706859) 2010 UT113
- (706860) 2010 UL116
- (706861) 2010 UW116
- (706862) 2010 UC120
- (706863) 2010 UQ120
- (706864) 2010 UC122
- (706865) 2010 UU122
- (706866) 2010 UW122
- (706867) 2010 UB127
- (706868) 2010 UW127
- (706869) 2010 UC128
- (706870) 2010 UP130
- (706871) 2010 US132
- (706872) 2010 UT133
- (706873) 2010 UO134
- (706874) 2010 VS1
- (706875) 2010 VW1
- (706876) 2010 VN4
- (706877) 2010 VU10
- (706878) 2010 VA13
- (706879) 2010 VY13
- (706880) 2010 VW15
- (706881) 2010 VR16
- (706882) 2010 VV20
- (706883) 2010 VN26
- (706884) 2010 VA41
- (706885) 2010 VG41
- (706886) 2010 VP44
- (706887) 2010 VU46
- (706888) 2010 VE50
- (706889) 2010 VG64
- (706890) 2010 VS64
- (706891) 2010 VD76
- (706892) 2010 VG77
- (706893) 2010 VU77
- (706894) 2010 VF84
- (706895) 2010 VX84
- (706896) 2010 VO86
- (706897) 2010 VQ89
- (706898) 2010 VL96
- (706899) 2010 VE104
- (706900) 2010 VW108
- (706901) 2010 VZ108
- (706902) 2010 VF123
- (706903) 2010 VV136
- (706904) 2010 VF140
- (706905) 2010 VX142
- (706906) 2010 VH145
- (706907) 2010 VO149
- (706908) 2010 VX152
- (706909) 2010 VX154
- (706910) 2010 VK155
- (706911) 2010 VW157
- (706912) 2010 VZ157
- (706913) 2010 VR166
- (706914) 2010 VO171
- (706915) 2010 VM172
- (706916) 2010 VU175
- (706917) 2010 VZ186
- (706918) 2010 VZ198
- (706919) 2010 VZ205
- (706920) 2010 VP206
- (706921) 2010 VJ213
- (706922) 2010 VL218
- (706923) 2010 VL219
- (706924) 2010 VZ219
- (706925) 2010 VN229
- (706926) 2010 VW229
- (706927) 2010 VD230
- (706928) 2010 VH230
- (706929) 2010 VN231
- (706930) 2010 VD232
- (706931) 2010 VM232
- (706932) 2010 VU241
- (706933) 2010 VW242
- (706934) 2010 VA245
- (706935) 2010 VP245
- (706936) 2010 VG251
- (706937) 2010 VS252
- (706938) 2010 VA253
- (706939) 2010 VQ256
- (706940) 2010 VQ264
- (706941) 2010 VW264
- (706942) 2010 VL266
- (706943) 2010 VS271
- (706944) 2010 VW278
- (706945) 2010 VM281
- (706946) 2010 WP12
- (706947) 2010 WO18
- (706948) 2010 WJ20
- (706949) 2010 WO22
- (706950) 2010 WG26
- (706951) 2010 WB36
- (706952) 2010 WE37
- (706953) 2010 WL41
- (706954) 2010 WQ41
- (706955) 2010 WL46
- (706956) 2010 WA47
- (706957) 2010 WQ47
- (706958) 2010 WJ56
- (706959) 2010 WH57
- (706960) 2010 WX58
- (706961) 2010 WX60
- (706962) 2010 WS64
- (706963) 2010 WG65
- (706964) 2010 WP69
- (706965) 2010 WG71
- (706966) 2010 WH71
- (706967) 2010 WK75
- (706968) 2010 WR75
- (706969) 2010 WD78
- (706970) 2010 WY79
- (706971) 2010 XL1
- (706972) 2010 XB14
- (706973) 2010 XM14
- (706974) 2010 XJ18
- (706975) 2010 XK27
- (706976) 2010 XH41
- (706977) 2010 XY52
- (706978) 2010 XU61
- (706979) 2010 XP64
- (706980) 2010 XW70
- (706981) 2010 XS71
- (706982) 2010 XW74
- (706983) 2010 XH93
- (706984) 2010 XO93
- (706985) 2010 XO94
- (706986) 2010 XT94
- (706987) 2010 XX95
- (706988) 2010 XM96
- (706989) 2010 XF97
- (706990) 2010 XF98
- (706991) 2010 XP101
- (706992) 2010 XX101
- (706993) 2010 XK102
- (706994) 2010 XT111
- (706995) 2010 XO112
- (706996) 2010 XT114
- (706997) 2010 XX114
- (706998) 2010 XN115
- (706999) 2010 XG118
- (707000) 2010 XF123